# Świadomy hip-hop
Świadomy hip-hop (ang. conscious hip-hop) – jeden z gatunków hip-hopu, który skupia się na problematyce społecznej.
Świadomy hip-hop od politycznego hip-hopu różni się tym, że koncentruje się na kwestiach społecznych (np. rasizm, brak perspektyw mniejszości narodowych i etnicznych, bezdomność, bieda, przemoc, seksizm, wyzysk ekonomiczny, ucisk społeczny, a także na rozważaniach z zakresu religii czy ekonomii) i społecznych konfliktach. Stałym motywem podnoszonym w różnych utworach z nurtu świadomego hip-hopu jest przeświadczenie, że wiedza to władza i szansa na zmianę indywidualnego i społecznego bytowania.
Pierwszym w historii utworem z nurtu świadomego hip-hopu był The Message (Przekaz) z 1982 r. grupy Grandmaster Flash and the Furious Five, potępiający przemoc, biedę i życie na pograniczu śmierci młodych Afroamerykanów w tym czasie.